# Seudnur
Seudnur är en sjö i Arvidsjaurs kommun i Lappland och ingår i Byskeälvens huvudavrinningsområde. Sjön har en area på 1,58 kvadratkilometer och ligger 368,1 meter över havet. Sjön avvattnas av vattendraget Byskeälven.

## Delavrinningsområde
Seudnur ingår i det delavrinningsområde (730253-164054) som SMHI kallar för Utloppet av Seudnur. Medelhöjden är 418 meter över havet och ytan är 17,89 kvadratkilometer. Räknas de 11 avrinningsområdena uppströms in blir den ackumulerade arean 258,27 kvadratkilometer. Avrinningsområdets utflöde Byskeälven mynnar i havet. Avrinningsområdet består mestadels av skog (83 procent). Avrinningsområdet har 1,65 kvadratkilometer vattenytor vilket ger det en sjöprocent på 9,2 procent.